# Lycoderes
Lycoderes ist eine Gattung der Buckelzirpen aus der Unterfamilie der Stegaspidinae. Derzeit sind aus dieser Gattung 18 Arten aus der Neotropis bekannt. Die Gattung wurde 1972 in die zwei Untergattungen Lycoderes und Lycoderides gegliedert, die inzwischen beide als eigenständige, nahe verwandte Gattungen gelten. Sie unterscheiden sich vor allem in der Aderung der Vorderflügel.
Die Arten von Lycoderes sind aus folgenden Ländern bekannt: Brasilien, Kolumbien, Costa Rica und Ecuador.
Die Lycoderes-Zirpen sind ca. 5 bis 9 mm lang und haben ein sehr unterschiedlich gestaltetes Pronotum, oft blattförmig, oft mit apicalen, seitlichen oder nach hinten gerichteten Auswüchsen, die auch sehr auffällig gestaltet sein können. Oft liegt ein starker Sexualdimorphismus vor, der die Artbestimmung zusätzlich erschwert. Die Farbe ist meist braun. Der Kopf ist mit feinen Haaren besetzt, das Pronotum ist skulptiert und punktiert.
Über die Biologie ist fast nichts bekannt, die Larven sind noch nicht beschrieben, die erwachsenen Zirpen kommen einzeln vor und saugen Pflanzensaft auf Pflanzen von mindestens vier verschiedenen Familien.